# Las Médulas
Las Médulas, bij de stad Ponferrada in de provincie León, Spanje, was de belangrijkste goudmijn in het Romeinse Rijk. Las Médulas is door de UNESCO erkend als Werelderfgoed.
Het spectaculaire landschap van Las Médulas, op grondgebied van de gemeenten Carucedo en Borrenes, is het gevolg van de Ruina Montium, een Romeinse mijntechniek beschreven door Plinius de Oudere die bestaat uit het doorboren van de berg en het doorlopen van grote hoeveelheden water, die de berg letterlijk in deed storten.
Om het benodigde water van de bergen van Sierra de La Cabrera naar Las Médulas te brengen werd een systeem met kanalen van meer dan honderd kilometer lang gemaakt, waarvan sommige delen nog bestaan.

## Beschrijving van Las Médulas in de oudheid.

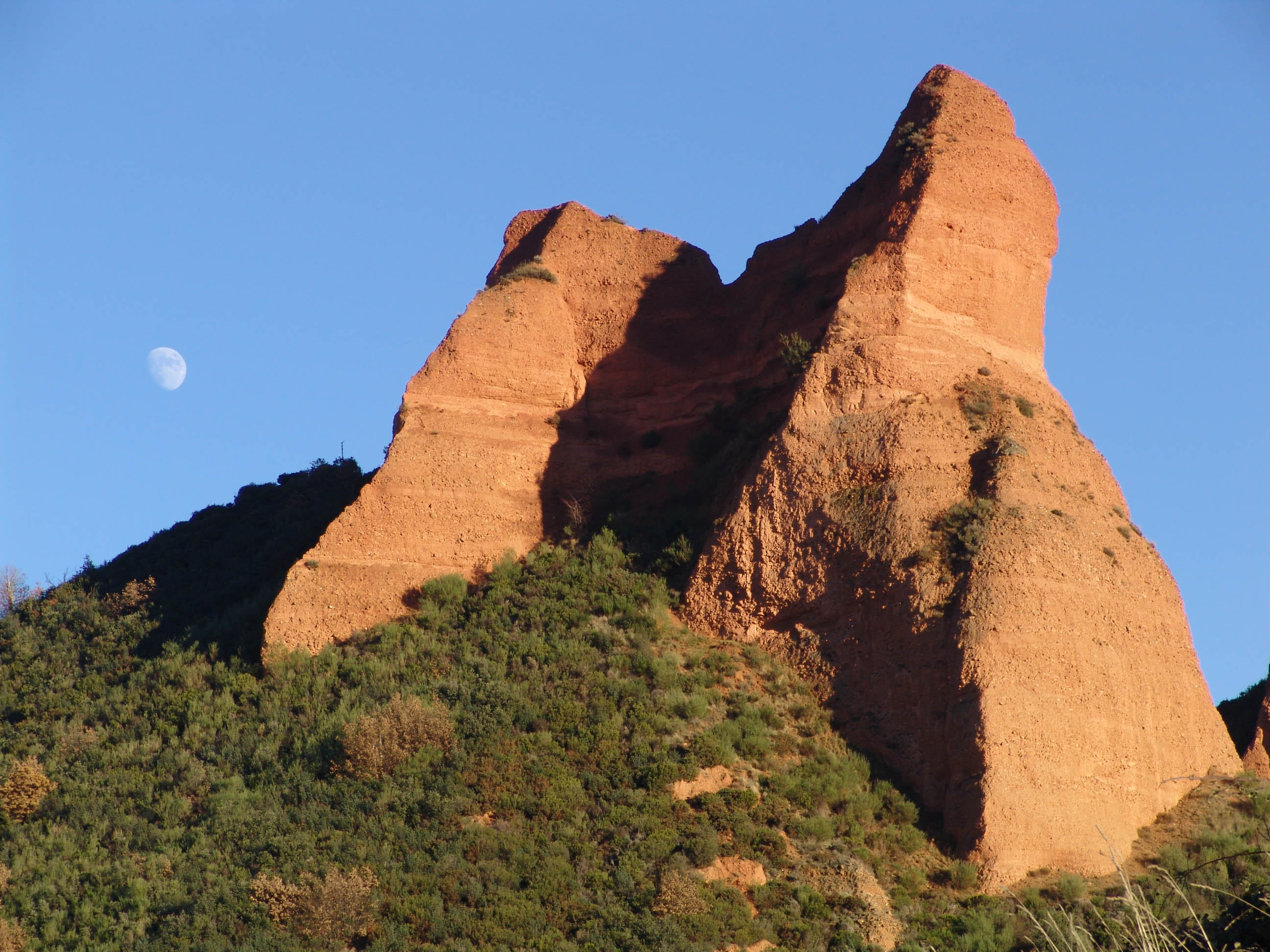
Detail van Las Médulas

Plinius de Oudere beschrijft in Naturalis Historia : "Wat in Las Medulas gebeurt is groter dan reuzenwerk. (...) Maandenlang kunnen de mijnwerkers de zon niet zien en velen sterven in de tunnels. Dit soort mijn heet Ruina Montium."
Plinius zegt ook dat jaarlijks 20.000 Romeinse ponden goud werden gedolven.